# Vidua camerunensis
La viuda camerunesa (Vidua camerunensis) es una especie de ave paseriforme perteneciente a la familia Viduidae. Es una especie no amenazada según la IUCN. Se puede encontrar en Sierra Leona, Camerún, Zaire y Sudán del Sur. Durante un tiempo fue considerada una subespecie de la Vidua funerea.